# Гайвассі (Вірджинія)
Гайвассі (англ. Hiwassee) — переписна місцевість (CDP) в США, в окрузі Пуласкі штату Вірджинія. Населення — 212 особи (2020).

## Географія
Гайвассі розташоване за координатами 36°58′19″ пн. ш. 80°41′42″ зх. д. / 36.97194° пн. ш. 80.69500° зх. д. (36.971915, -80.694960).  За даними Бюро перепису населення США в 2010 році переписна місцевість мала площу 13,32 км², з яких 13,31 км² — суходіл та 0,00 км² — водойми.

## Демографія
Згідно з переписом 2010 року, у переписній місцевості мешкали 264 особи в 109 домогосподарствах у складі 77 родин. Густота населення становила 20 осіб/км².  Було 192 помешкання (14/км²).
Расовий склад населення:
| - 97,7 % — білих - 0,4 % — чорних або афроамериканців - 0,4 % — азіатів |

До двох чи більше рас належало 1,5 %. Частка іспаномовних становила 0,4 % від усіх жителів.
За віковим діапазоном населення розподілялося таким чином: 20,1 % — особи молодші 18 років, 61,0 % — особи у віці 18—64 років, 18,9 % — особи у віці 65 років та старші. Медіана віку мешканця становила 44,9 року. На 100 осіб жіночої статі у переписній місцевості припадало 118,2 чоловіків;  на 100 жінок у віці від 18 років та старших — 106,9 чоловіків також старших 18 років.
За межею бідності перебувало 13,8 % осіб, у тому числі 42,1 % дітей у віці до 18 років та 0,0 % осіб у віці 65 років та старших.
Цивільне працевлаштоване населення становило 65 осіб. Основні галузі зайнятості: мистецтво, розваги та відпочинок — 43,1 %, публічна адміністрація — 13,8 %, будівництво — 10,8 %.